# 格雷姆·斯平克斯
格雷姆·斯平克斯（英語：Graeme Spinks，1961年1月17日—），新西兰男子柔道运动员。他曾代表新西兰参加1990年英联邦运动会柔道比赛，获得银牌。他也曾参加1984年和1992年夏季奥林匹克运动会。